# Distrito de Kępno
Kępno (polaco: powiat kępiński) es un distrito (powiat) del voivodato de Gran Polonia (Polonia). Fue constituido el 1 de enero de 1999 como resultado de la reforma del gobierno local de Polonia aprobada el año anterior. Limita con otros cinco distritos: al norte con Ostrzeszów, al este con Wieruszów, al sur con Kluczbork, al suroeste con Namysłów y al oeste con Oleśnica; y está dividido en siete municipios (gmina): uno urbano-rural (Kępno) y seis rurales (Baranów, Bralin, Łęka Opatowska, Perzów, Rychtal y Trzcinica). En 2011, según la Oficina Central de Estadística polaca, el distrito tenía una superficie de 608,26 km² y una población de 56 048 habitantes.